# Rivière Savane (Dominique)
Pour les articles homonymes, voir Rivière Savane.
La rivière Savane est un cours d'eau[précision nécessaire] de l'île de la Dominique, dans les Caraïbes.